# Heflin (Alabama)
Pour les articles homonymes, voir Heflin.
La ville de Heflin est le siège du comté de Cleburne, dans l'État  de l'Alabama, aux États-Unis. Au recensement de 2020, sa population était de 3 431 habitants.

## Démographie
| 1890 | 1900 | 1910 | 1920  | 1930  | 1940  | 1950  | 1960  |
| ---- | ---- | ---- | ----- | ----- | ----- | ----- | ----- |
| 383  | 460  | 839  | 1 026 | 1 231 | 1 684 | 1 982 | 2 400 |

| 1970  | 1980  | 1990  | 2000  | 2010  | - | - | - |
| ----- | ----- | ----- | ----- | ----- | - | - | - |
| 2 872 | 3 014 | 2 906 | 3 002 | 3 480 | - | - | - |

## Source
- (en) Cet article est partiellement ou en totalité issu de l’article de Wikipédia en anglais intitulé « Heflin, Alabama » (voir la liste des auteurs).